# Cameron Spalding
Cameron Spalding, né le 20 mars 2025, est un snowboardeur canadien.

## Palmarès

### Coupe du monde
- 1 petit globe de cristal :
  - Vainqueur du classement slopestyle en 2025.
- 4 podiums dont 2 victoires.

| Épreuve / Édition | Slopestyle    |
| ----------------- | ------------- |
| 2024-2025         | Cardrona Laax |